# Billy Taylor

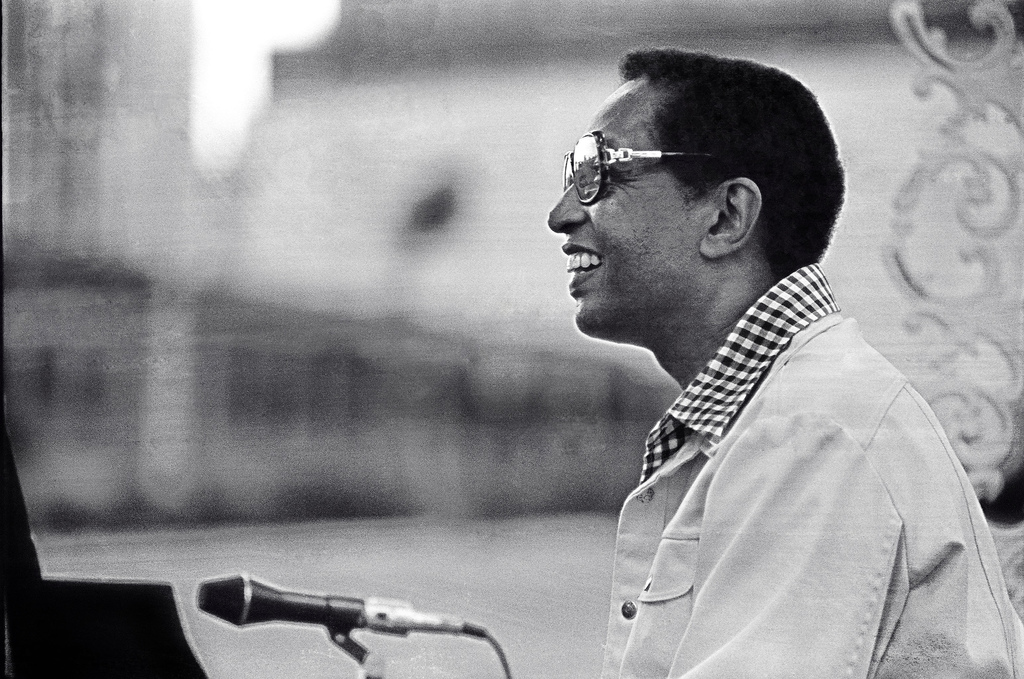
Billy Taylor.

Billy Taylor, född 24 juli 1921 i Greenville i North Carolina, död 28 december 2010 i New York i New York, var en amerikansk jazzpianist.